# Жасмин белый
Жасми́н бе́лый, или Жасми́н лека́рственный (лат. Jasminum officinale) — листопадный кустарник рода жасмин (лат. Jasminium) семейства маслиновые (лат. Oleaceae). Известен как национальный цветок Пакистана.

## Описание

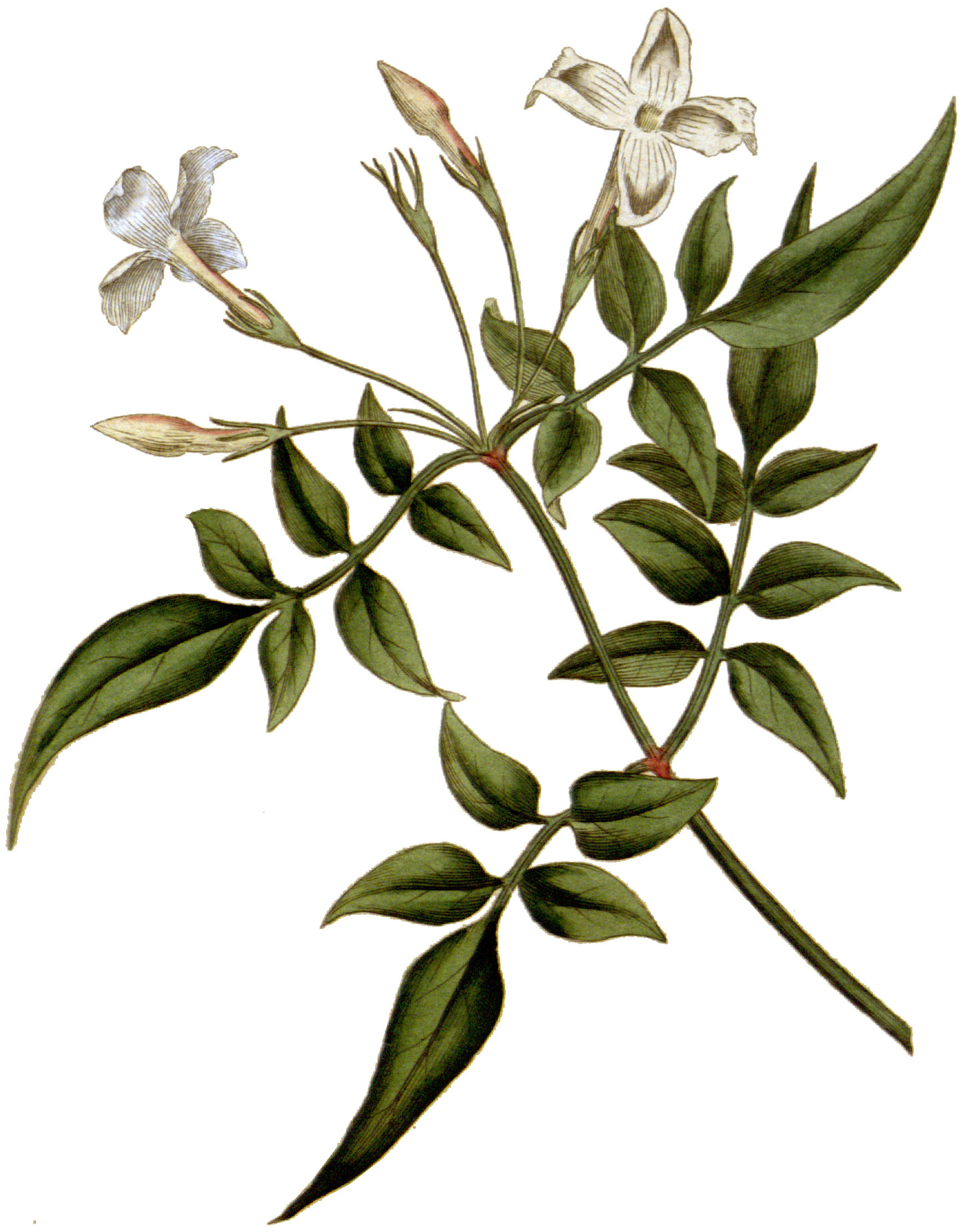
Ботаническая иллюстрация

Многолетний лазающий кустарник с длинными тонкими, гладкими угловатыми ветвями. Листья 2-3-х парные, продолговато-ланцетные, линейно остроконечные, гладкие, по краю реснитчатые, сверху ярко-зеленые, снизу светло-зеленые. Цветки белые, душистые, на длинных цветоножках в малоцветковых зонтиковидных соцветиях. Цветение происходит в апреле.

## Применение
Жасмин является лекарственным растением и характеризуется огромным количеством полезных свойств. В народной и традиционной медицине применяются все его части. Листья жасмина используются в качестве жаропонижающего средства. Компрессы из листьев жасмина лечат язвы, расположенные на кожном покрове человека. Корень в сыром виде используется в борьбе с головными болями, бессонницей, болезненными явлениями, которые напрямую связаны с переломами. Препарат из корней этого растения назначается пациентам непосредственно перед операциями.
Эфирное масло жасмина признано сильным антидепрессантом. Оно также стабилизирует нервную систему человека и устраняет имеющееся чувство тревоги и беспокойства. Ученые Японии доказали, что аромат жасмина может оказывать более сильное действие в сравнении с кофе. Парфюмерия – еще одна отрасль, в которой используется эфирное масло данного растения. Чаще всего его применяют для лечебных ванн. Также оно является неотъемлемой частью массажных масел. Эфирное масло жасмина стало неотъемлемой частью практически всех классических духов и афродизиаков. Является одной из самых дорогих эссенций во всем мире. Чтобы добыть один килограмм эфирного масла, необходимо вручную перебрать восемь миллионов цветков. Лекарственные средства, в основе которых лежит эфирное масло жасмина, используются в борьбе со стрессом, усталостью и переутомлением.